# The Book of Negroes (mini-série)
Cet article concerne la série télévisée. Pour le document historique, voir Book of Negroes.
The Book of Negroes ou Aminata au Québec, est une mini-série canadienne en six épisodes réalisée par Clement Virgo (en) et diffusée du 7 janvier au 11 février 2015 sur le réseau CBC, et aux États-Unis à partir du 16 février 2015 sur BET.
Elle est adaptée du roman Aminata écrit par Lawrence Hill en 2007, lui-même inspiré par le document historique Book of Negroes rédigé en 1783.
Au Québec, la série est diffusée à partir du 12 mai 2015 à Super Écran, et en France à partir du 26 décembre 2015 sur France Ô,.

## Synopsis
En 1750, Aminata Diallo, 11 ans, est enlevée de son village en Afrique de l'Ouest par des négriers, et vendue dans une plantation de Caroline du Sud. Elle tombe amoureuse et épouse un autre esclave nommé Chekura, mais leur enfant est enlevé et vendu par son maître jaloux, Robinson Appleby. Aminata fait le vœu de retourner un jour dans son village natal.

## Distribution
- Aunjanue Ellis (VQ : Marie-Evelyne Lessard) : Aminata Diallo
- Shailyn Pierre-Dixon (en) (VQ : Noor Barrere) : jeune Aminata
- Lyriq Bent (VQ : Fayolle Jean Jr) : Chekura Tiano
- Siya Xaba (VQ : Tom-Eliot Girard) : jeune Chekura
- Cuba Gooding Jr. (VQ : Didier Lucien) : Samuel Fraunces
- Louis Gossett Jr. : Daddy Moses
- Ben Chaplin : Cpt. John Clarkson [réf. souhaitée]
- Allan Hawco (en) (VQ : Alexis Lefebvre) : Solomon Lindo
- Cara Ricketts (VQ : Florence Blain-Mbaye) : Berthilda Matias
- Armand Aucamp (VQ : Adrien Bletton) : Lieutenant Waters
- Greg Bryk (VQ : François Trudel) : Robertson Appleby
- Andile Gumbi (VQ : Marc-André Bélanger) : Mamadu Diallo
- Amy Louise Wilson (VQ : Kim Jalabert) : Rosa Lindo
- Jane Alexander : Maria Witherspoon
- Dwain Murphy (en) (VQ : Iannicko N'Doura) : Claiborne Mitchell
- Antonio David Lyons (VQ : Widemir Normil) : Happy Jack
- Nondumiso Tembe (VQ : Myryam Deverger) : Fanta
- Thishiwe Ziqubu (VQ : Lorna Gordon) : Sira Kulibali
- Sandra Caldwell (VQ : Carole Chatel)[5] : Georgia
- Rori Motuba (VQ : Tatiana Zinga Botao)[6] : May Diallo

- Version française
  - Société de doublage : Technicolor
  - Direction artistique : Natalie Hamel-Roy
  - Adaptation des dialogues : David Axelrad

 Source et légende : version québécoise (VQ) sur Doublage.qc.ca et le carton de doublage TV

## Épisodes
1. Aminata (Episode 1) (cf Lawrence Hill#Romans)
2. Titre français inconnu (Episode 2)
3. Titre français inconnu (Episode 3)
4. Titre français inconnu (Episode 4)
5. Titre français inconnu (Episode 5)
6. Titre français inconnu (Episode 6)

## Audience

### France
| Épisode | Date             | Téléspectateurs | PDM  | Ref   |
| ------- | ---------------- | --------------- | ---- | ----- |
| 1 à 3   | 26 décembre 2015 | 233 000         | 1%   | [ 8 ] |
| 3 à 6   | 2 janvier 2016   | 326 000         | 1,3% | [ 9 ] |